# Zhou Xianwang (homme politique)
 (janvier 2020).
Si vous disposez d'ouvrages ou d'articles de référence ou si vous connaissez des sites web de qualité traitant du thème abordé ici, merci de compléter l'article en donnant les références utiles à sa vérifiabilité et en les liant à la section « Notes et références ».
 (janvier 2020).
Ne doit pas être confondu avec Roi Xian de Zhou.
Zhou Xianwang (chinois : 周先旺), né en novembre 1963, est le maire de Wuhan, capitale de la province du Hubei, en Chine, depuis 2018. Il a été vice-gouverneur de la province de Hubei de 2017 à 2018.